# Véron
Véron är en kommun i departementet Yonne i regionen Bourgogne-Franche-Comté i norra Frankrike. Kommunen ligger i kantonen Sens-Sud-Est som tillhör arrondissementet Sens. År 2022 hade Véron 1 853 invånare.

## Befolkningsutveckling
Antalet invånare i kommunen Véron
| Referens: INSEE |